# Blood Valley: Seed's Revenge
Série
Seed
(2007)
Pour plus de détails, voir Fiche technique et Distribution.
Blood Valley: Seed's Revenge connu aussi sous le titre de Seed 2 et Seed 2: The New Breed, signifiant en anglais, « Vallée sanglante : la revanche des semences » et « Semence 2 : la nouvelle génération » est un thriller d'horreur américain diffusé le 2 février 2014 et réalisé et écrit par Marcel Walz. Il est la suite de Seed de 2007. Il met en vedette Manoush, Nick Principe, Caroline Williams, Christa Campbell et Natalie Scheetz. Le film a été tourné en langue anglaise.

## Synopsis
A Chicago, Christine, qui est sur le point de se marier avec Steven, décide d'aller faire son enterrement de vie de jeune fille, en camping-car RV à Las Vegas avec ses trois amies Olivia, Claire, et Barbara.
La mère adoptive de Christine lui dit au revoir et souhaite un bon voyage à sa fille qui embarque avec ses amies dans le RV. La mère dit au téléphone qu'elle vient de partir, puis s’approche d’un homme lié et bâillonné sur une chaise, lui dit que sa femme à appelé et le matraque à mort avec un marteau.
Après la fête, Christine et ses amies retournent à Chicago en prenant la route n°51. C'est une route désertique.
Joe, un auto-stoppeur est pris par les quatre amies, et vite éjecté en raison de son comportement étrange.
Un agent de police, Emily Bishop est sur le bord de la route. Les filles arrêtent le RV à hauteur de la policière qui dit qu'elle a besoin d'être déposée à la ville la plus proche.
Mais Christine n'arrive pas à refaire démarrer le RV. Emily, la policière regarde le moteur et voit que la courroie de distribution est coupée. L'agent dit a Christine et Barbara de rester au RV tandis qu'elle, Olivia, et Claire vont à la recherche d'aide.
Une fois qu'elles ne peuvent plus être vu ni entendu du RV, l'agent boit de l'eau et poignarde Claire, puis tire une balle dans le genou d'Olivia.
Glen, le fils de la policière arrive et entoure le corps de Claire avec des cailloux en formant une croix.
Christine avoue à Barbara sa maladie mentale non précisée qui la fait se tailler des croix sataniques inversées sur son ventre en raison de son passé trouble quand elle n'était qu’un enfant.
Maxwell Seed le mari de Emily Bishop la policière arrive au RV. Christine simulant une attaque le fait rentrer dans le RV. Max Seed attaque Barbara et la séquestre.
Seed rejoint Emily Bishop la policière et Glen, qui sont sa femme et son fils, qui s'enfuient à son arrivée. Maxwell Seed crucifie les mains et les pieds de Claire dans le sol.
Maxwell Seed rattrape Olivia et l'emmène au RV où il est rejoint par la policière et Glen.
Claire est trouvée par Joe, l'autostopeur, qui la libère et tente de la violer, obligeant Claire de le poignarder dans le cou avec un des clous. Claire retourne au RV.
À côté du RV, Seed retient Glen tandis que la policière poignarde Glen. La policière récite des passages de la Bible Black. Seed pénètre sa main dans la blessure de Glen, extrait ses intestins, et l'étrangle avec.
Seed et la policière retournent dans le RV, ou sont séquestrées Barbara et Olivia. La policière sort du RV. Seed enfonce son arme de poing entre les jambes d'Olivia qui est attachée sans pouvoir bouger. Seed tire, tuant Olivia.
Seed sort du RV. Barbara s'échappe par une fenêtre et tente de s'enfuir, mais Christine lui tire dessus avec un revolver la faisant tomber.
Christine se révèle être la fille de Emily Bishop, la policière et femme de Seed, progéniture d'une des filles enlevées à la fin du film précédent. Christine lui dit de continuer de croire en son gentil petit Dieu, de demander à Dieu un ange pour la sauver. Christine lui montre ses croix sataniques inversées scarifiées sur son ventre, tire sur Barbara et la tue. Christine retourne au RV.
La policière félicite Christine et lui demande si elle est prête pour le dernier test. Christine dit que oui.
Claire rejoint la RV, Seed l'assomme et va la tuer quand Christine, l’arrête et lui dit : «Non avec elle, j’ai d’autres projets ». Seed la soulève sur son dos et rejoint par la policière, toute la famille retourne à la maison.
Après quelques centaines de mètres. Seed tord le cou de Emily, la policière qui tombe raide morte.
Christine poursuit la marche avec Seed qui porte Claire inconsciente sur son épaule.
Au milieu du générique de fin,
Claire est couché sur le côté de la route.
Un automobiliste la voit et s'arrête pour tenter de la secourir. Il essaie d'appeler au secours, mais Claire se lève et l’égorge par derrière. Seed se dirige vers Claire, et lui donne un masque, qu’enfile Claire.

## Fiche technique
- Cinématographie : Wolfgang Meyer
- Scénario : Marcel Walz (de)
- Musique : Klaus Pfreundner
- Durée : 78 min (1h18)
- Pays de production :  États-Unis
- Date de sortie : 2 février 2014

## Distribution
- Natalie Scheetz : Christine McDonagh
- Christa Campbell : Olivia, amie
- Annika Strauss (de) : Claire, amie
- Sarah Hayden : Barbara, amie
- Jeff Dylan Graham : Joe, l'autostopeur
- Caroline Williams : Mme McDonagh, mère adoptive de Christine
- Nick Principe : Maxwell Seed
- Manoush : policière Emily Bishop, mère de Christine
- Jared Demetri Luciano : Glen Seed, le fils de Emily
- Ryan Nicholson (en) : homme dans la voiture
- Wolfgang Meyer (en) : le mari de Emily